# Cigudosa
Cigudosa es una localidad y también un municipio de la provincia de Soria, partido judicial de Soria, comunidad autónoma de Castilla y León, España. Pertenece a la comarca de Tierras Altas. 

## Geografía

Término municipal.

Esta pequeña población de la comarca de Tierras Altas está ubicada en el noreste de la provincia, su término está bañado por el río Alhama afluente a su vez del Ebro al sur de las Sierra Atalaya Vieja y de las Cabezas, límite con la comunidad autónoma de La Rioja.
Yacimientos de cobre y de plomo con plata en mina Viviente.
Es el municipio situado a menor altitud de toda la provincia de Soria, 735 m.

### Medio ambiente
En su término e incluidos en la Red Natura 2000 los siguientes lugares:
- Lugar de Interés Comunitario conocido como Cigudosa-San Felices, ocupando 1109 hectáreas, el 53 % de su término.[3]

### Comunicaciones
Localidad situada al término inicial de la carretera provincial SO-P-1121 que lleva a Castilruiz.
Se comunica también por carretera con Aguilar del Río Alhama (La Rioja).

## Historia
A la caída del Antiguo Régimen la localidad se constituye en municipio constitucional en la región de Castilla la Vieja, partido de Ágreda que en el censo de 1842 contaba con 49 hogares y 192 vecinos.

## Geografía humana

### Demografía
Cuenta con una población de 15 habitantes (INE 2024).
| Gráfica de evolución demográfica de Cigudosa entre 1842 y 2021                                                        |
| |
| Población de derecho según los censos de población del INE. Población de hecho según los censos de población del INE. |